# Carabus monilis
Espèce
Carabus monilis est une espèce d'insectes coléoptères de la famille des Carabidae et de la sous-famille des Carabinae.

## Description
C'est un grand Carabe (taille comprise entre 24 et 30 mm), très variable de couleur et de sculpture. « La forme est allongée plus ou moins convexe. Les angles postérieurs du thorax sont très saillants avec les côtés relevés. Il existe en Bretagne des individus de teinte vert métallique, vert bronzé, brune, bronzée, bleu foncé, noire. »

## Écologie
Carabe d'été, c'est un coléoptère nocturne qui consomme des insectes prédateurs, mais aussi des charognes fraîches. Ses habitats sont variés : champs, prairies, vieux murs, forêts humides, plaines inondables, mais aussi des jardins.